# Austrochilus
Austrochilus – rodzaj pająków z rodziny Austrochilidae i podrodziny Austrochilinae.

## Opis
Pająki o długości ciała od 8 do 16 mm. Kształt ich karapaksu jest owalny z niską, wyraźnie ku przodowi zwężoną częścią głowową, a jego ubarwienie żółtawe z ciemniejszymi przepaskami. Jamki karapaksu są Y-kształtne. Ośmioro okrągłych w zarysie oczu rozmieszczonych jest w dwóch rzędach. W widoku od góry oczy przednio-środkowe leżą bardziej z przodu niż przednio-boczne, a tylno-środkowe w jednej linii z tylno-bocznymi lub nieco bardziej z tyłu. W widoku od przodu oczy w przednim rzędzie leżą w jednej linii, a tylno-środkowe leżą wyżej od tylno-bocznych. Przednio-środkowa para oczu jest mniejsza niż u rodzaju Thaida. Długie i smukłe odnóża mają silne kolce i zwieńczone są trzema ząbkowanymi pazurkami. Owalną, brązową z różnie wykształconym wzorem opistosomę (odwłok) porastają długie, ciemne, sterczące szczecinki. Kądziołki przędne obecne są w liczbie trzech par. Siteczko przędne jest krótkie, szerokie i niepodzielone.
Nogogłaszczki samców mają wąskie i wydłużone cymbium oraz dość skomplikowanej budowy bulbus, przyczepiony krótką hematodochą bazalną do małego, owalnego alweolusa. Tegulum i subtegulum są zespolone, zaopatrzone w małą i ostrą apofizę retrolateralną, otoczoną słabiej zesklerotyzowanym oskórkiem oraz w dodatkową apofizę dystalną. Proksymalnie tegulum-subtegulum łączy się z długim, masywnym konduktorem. Długa, włóczniopodobna apofiza terminalna i masywny, w odsiebnej części wyposażony w listewki embolus oddzielone są od konduktora dużą hematodochą dystalną. U gatunków A. forsteri, A. manni, A. melon i A. schlingeri retrolateralną częścią konduktora przebiega pasmo zesklerotyzowanego oskórka.
Samice mają epigynum z małym, przednim skapusem na powierzchni przedniej i niekiedy wyraźną sklerotyzacją tuż za nim. Przednia i tylna para spermatek ma osobne otwory, a pomiędzy nimi leży poziomo zorientowana płytka poprzeczna o uwpuklonym środkowym odcinku przedniej krawędzi. Narządy rozrodcze wewnętrzne z przodu podzielone są na obejmujący płytkę porowatą płat przedni i zaopatrzony w odsiebne, wydłużone rozszerzenie płat środkowy, zaś z tyłu mają formę długiej i spłaszczonej kieszeni.

## Biologia i ekologia
Pająki te konstruują duże, napowietrzne, poziome sieci łowne. Są one dobrze widoczne dzięki białawej barwie przędzy. Zbudowane są z pojedynczej warstwy nici, tworzących nieregularną siatkę. Z jednej strony sieć taka zakrzywia się w lejek, który przechodzi w oprzęd, zakończony np. pod korzeniami drzew, kamieniami lub w długim pęknięciu skalnym. Miejsca te służą pająkowi za kryjówkę w ciągu dnia. Noc spędza zwisając z sieci. Większe ofiary są owijane siecią przed konsumpcją. Oprzędy samic często zawierają po kilka kokonów jajowych.
W sieciach przedstawicieli rodzaju, m.in. u A. forsteri, spotkać można Sofanapis antillanca – drobnego, kleptopasożytniczego pająka z rodziny Anapidae. 

## Rozprzestrzenienie
Austrochilus jest taksonem neotropikalnym, ograniczonym w swym zasięgu do wilgotnych lasów strefy umiarkowanej Chile i przyległych terenów Argentyny, przy czym w Chile występują wszyscy jego gatunki, a w Argentynie stwierdzono tylko A. franckei.

## Taksonomia
Rodzaj ten opisany został w 1955 roku przez Willisa J. Gertscha i Hildegarda Zapfego Cavanillasa, wówczas dla pojedynczego gatunku: A. manni, opisanego w tej samej pracy. Autorzy zaliczyli go wówczas do Hypochilidae. W 1987 Raymond Forster, Norman I. Platnick i Michael R. Gray wprowadzili stosowany do dziś układ, w którym Austrochilus i Thaida należą do podrodziny Austrochilinae, a ta wraz z podrodziną Hickamniinae do rodziny Austrochilidae. W 2017 Ward Wheeler i współpracownicy opublikowali wyniki wielkoskalowej, molekularnej analizy filogenetycznej, które potwierdzają grupę siostrzaną relację między Austrochilus i Thaida i tym samym monofiletyzm Austrochilinae.
Dotychczas opisano 7 gatunków:
- Austrochilus forsteri Grismado, Lopardo & Platnick, 2003
- Austrochilus franckei Platnick, 1987
- Austrochilus manni Gertsch & Zapfe, 1955
- Austrochilus melon Platnick, 1987
- Austrochilus newtoni Platnick, 1987
- Austrochilus parwis Michalik & Wunderlich, 2017
- Austrochilus schlingeri Platnick, 1987